# 蔡李佛拳
蔡李佛（さいりぶつ、広東語：Choi Lei Fut、チョイ レイ ファット）は、1800年代初頭に中国南部で発展したカンフーの流派の一つである。

## 概要
太平天国の乱では、革命家達の間で広まり実際の戦闘に用いられた。1960年代から1970年代の香港においては、「屋上試合」でその類まれな戦闘力を示し、その名を広く知らしめることとなった。また、その強さを証明するために、タイに渡りムエタイ戦士を破った唯一の武術である。現在では世界に最も広がったカンフーの流派として、アジア、欧米問わずほとんどの国で見ることができる。

### 特徴
蔡李佛は、イギリス植民地時代の香港において1960年代-1970年代にその名を知られるようになった。当時の香港は文化大革命の弾圧を免れて中国全土から名だたる武術家が集まって来ていた。そこでは、武術家達の間で門派同士の果し合い「屋上試合」が盛んに行われていた。かの有名なブルース・リーも屋上試合の参加者の一人であった。当時の彼は詠春拳を習得しており、スタイルの異なる門派同士と戦っていた。ブルース・リーは蔡李佛を評して「大勢の敵と戦うのに最も効果的なスタイルである」という言葉を残している。
一般に長橋手（ロングレンジの手業）の拳で長橋大馬系に属すが、他派によっては短打（ショートレンジ）も多用する。また、北派武術の二起脚、旋風脚、掃腿等の足を用いた大技も併せ持ち、他の南拳とはかなり趣を異にしている。
蔡李佛は滑らかな円を描くような連続性のある動きと柔軟なフットワーク、それに加えて驚異的なスピードから繰り出される破壊的なパワーが特徴である。このスタイルは力だけに頼らず体の内側からの意思と、外へ向かう力を組み合わせ、身体を賢く使う事を可能にしている。このような理由から、実戦的な武術としてはもちろんのこと、健康増進、シェイプアップなどの目的で女性や子供からも親しまれている。
また、近代になってから創られた高度な理念を持つ南派拳術であり、太極拳などの内家拳の技法と理念を内包しているとされる。

### 練功法
人々が蔡李佛に魅了されるのはその華麗で印象的な動きだけでなく、実戦において攻撃と防御の両方が非常に効果的な点である。この実戦性の高さに大きく寄与しているのがユニークな練功法の数々である。樹木などの立ち木に前腕部を打ち付け鍛え上げる方法、土の地面を拳で打ち拳面を鍛える方法等がある。

## 歴史
蔡李佛は広東省南拳十三名拳の一つに数えられ、人気において他派を凌駕する。洪家拳と共に広東系南派少林拳を代表する門派である。歴史として伝えられているところによれば、創始者の陳享（ちん・きょう）により清朝道光15年（1836年）に創始されたという。ただし、この説はすでに普及はしているものの、実際には1836年は蔡李佛の名前が創立された年にすぎない。
内容と理論は1849年に陳享と張炎の共同作業でまとめられたものの、陳享は内容にはあまり関与していないことから、真の創始者は張炎であるというのが最近の研究者の共通見解である。
陳享（1815年-1875年）は広東省新会県崖門の京梅村で生まれた。彼は族叔父で少林寺の共通の弟子でもある陳遠護からカンフーを学び始め、懸命に修行した結果かなりの腕前になっていた。ある日、陳享は別の先師が彼の村に教えに来ることを耳にした。その先師とは李友山であった。陳享はこの新しい師の下で修行し、カンフーだけではなく少林寺にまつわる多くの故事や歴史なども学んだ。中でも、少林寺の崩壊から脱出した五人の南拳五祖の故事にと非常に興味を持ち、師匠達に頼み込み先師を探す許可を得た。
陳享は情熱と努力をもって、羅浮山の近くに住んでいた南拳五祖のうちの一人である蔡福禪師を見つけだした。彼はここでもカンフーの非凡さを発揮し、蔡家拳の先師である蔡福禪師の下で何年もの間少林カンフーを学び、その真髄を会得した。数年後、陳享は蔡福禪師の下から去り、順徳県の陳村で教練の教官として迎えられ、村民に自衛のためのカンフーを教えることになった。彼は道場を開き、今まで習ってきたカンフーと彼自身が創造したカンフーを融合させて作った新しいカンフーの体系を村民に教授するようになった。
張炎（1824年-1893年）は広東省新会県の石咀村で生まれた。彼は幼少期に武術を学ぶことを志し、少林寺の僧であり南派拳術李家拳の達人である李友山からカンフーを学んでいた。張炎の両親は彼の幼少期に何者かに殺害され、以後叔父である張昆の下で暮らすようになった。しかし、張昆は仕事のために村を離れなければならなくなり、張炎の先生である李友山の元生徒で旧友の陳享にお金を払い張炎を預けることにしたのであった。
張炎が叔父の紹介で陳享に出会ってすぐに、彼はカンフーを習いたいと願い出た。張炎はまだ若かったが、陳享の前の師である李友山の下で修行した経験があった。陳享は張炎の願い出と、思わぬ同門生との再会に喜びを感じていたが、彼が張炎にカンフーを教えることにはハードルがあった。陳村では教練指導官が村民以外の人間にカンフーを教えることが禁じられていたのだ。陳享にも例外なくこの規則が適用されたが、張炎を練習場での掃除や整頓などの雑用係として受け入れることにした。張炎はまだ12歳だったが修行したいという願望は人一倍あり、できる限り他の生徒の近くで働き、練習を盗み見する日々が続いた。努力の甲斐あって彼は徐々に技を覚えていった。しかし、このことを知った陳享は激怒し、何を学んだのかと張炎を問い詰めた。張炎は練習を盗み見したことを素直に謝り、今までに練習したものを披露して見せた。その驚くべき成果と張炎の大望に心動かされた陳享は、密かに彼を鍛え導くことを決意した。それから陳享は張炎を夜間に指導し、張炎も昼間の練習場で他の生徒からいじめられても、決してそのことを皆に明かすことはしなかった。5年の月日が流れ、張炎は陳享から全ての技を学び終えた。
ある日、陳享は練習している弟子達を残し外出した。弟子達は張炎がいつものように働いているのを見て、この部外者に恥をかかせてやろうと試合を強制した。張炎は始めは断ったものの、弟子達の臆病者という罵り、侮辱に遂には我慢できなくなり、この挑戦を受ける。試合の結果、弟子達は叩きのめされ、彼らの体には無数のあざが残ってしまった。これを見た村民に、陳享が密かに張炎にカンフーを教えていたことがばれてしまった。村民達はこの門外不出の伝統を破られてしまったことに激怒し、陳享に反論の余地を与えることなく、村の治安維持という理由で張炎を村から追放してしまった。
陳享は蔡福禪師の下で修行していた時に、より技術の高い、青草僧という先生の存在を知らされていた。陳享自身その先生を探す機会は得られなかったが、張炎にこそこの機会を託そうと思い、張炎を青草僧の下で修行させるために紹介状を書き、張炎を広西の八排山にある閘建寺へ送った。青草僧は熟練された先師であり、少林寺の崩壊から免れた数少ない生き残りの一人でもあった。青草僧は至善禪師の下で九蓮山少林寺に新しい寺を建設しそこに一人で住んでいた。張炎は指示されるままに出発し、寺院で青草僧を見つけだし、弟子として受け入れてもらった。1841年から1849年までの8年間、張炎は殺人技である佛門掌を学んだ。青草僧は張炎に佛門掌の秘儀を全て授けた。そして医学の知識および反清復明の思想を張炎に教えた。青草僧は洪門社会の一員であり、彼自身も革命家であった。青草僧は張炎に「鴻勝」という名前を授けた。この名前は「洪の勝利」を意味しているのだが、「洪」の代わりに中国語で同じ発音である「鴻」を用いてその真意を隠した。青草僧は修行を終えた張炎に寺を去るよう言い、同志や愛国者と連絡を取り、明の復活のため戦うように命じた。
新しい名を授けられた張鴻勝（張炎）は 太平天国革命に加わり革命戦争、そして革命家達の育成に残りの人生を捧げた。
青草僧の下を去った張鴻勝はその足で京梅郷に戻った。そこでは陳享が暖かく張鴻勝を迎えてくれた。張鴻勝は陳享にこれまでの教授に感謝の意を表し、青草僧から学んだものを陳享に伝えた。この技術の交換の中で、新しいカンフーの体系が出来上がっていった。
この体系は張鴻勝、陳享それぞれの手によって別々の技術体系、修行方法として独自に発展して行った。彼らのカンフーには蔡福禪師の蔡家拳、李友山の李家拳、そして青草僧の佛門掌の3つの源流があることから、尊敬と敬意を表してこのカンフーの名称を「蔡李佛」と名付けた。張鴻勝は彼の道場「鴻勝舘」で教え、陳享は「洪聖舘」で教えた。これらは同じ源流を共有しているが、この2つの蔡李佛の道場がそれぞれの特徴、属性を独自に発展させていった。しかしそのルーツは少林寺にあり、互いに近い距離感を保ち続けているのは時代が流れても変わっていない。

## 蔡李佛の系統
|  |  |  |  | 蔡福 蔡家拳 | 蔡福 蔡家拳 | 蔡福 蔡家拳 | 蔡福 蔡家拳 | 蔡福 蔡家拳          | 蔡福 蔡家拳          |                      |                      | 李友山 李家拳        | 李友山 李家拳        | 李友山 李家拳 | 李友山 李家拳 | 李友山 李家拳      | 李友山 李家拳      |                    |                    | 青草僧 佛門掌      | 青草僧 佛門掌      | 青草僧 佛門掌 | 青草僧 佛門掌 | 青草僧 佛門掌 | 青草僧 佛門掌 |  |  |  |  |  |  |  |  |  |  |  |  |  |  |  |  |  |  |
|  |  |  |  | 蔡福 蔡家拳 | 蔡福 蔡家拳 | 蔡福 蔡家拳 | 蔡福 蔡家拳 | 蔡福 蔡家拳          | 蔡福 蔡家拳          |                      |                      | 李友山 李家拳        | 李友山 李家拳        | 李友山 李家拳 | 李友山 李家拳 | 李友山 李家拳      | 李友山 李家拳      |                    |                    | 青草僧 佛門掌      | 青草僧 佛門掌      | 青草僧 佛門掌 | 青草僧 佛門掌 | 青草僧 佛門掌 | 青草僧 佛門掌 |  |  |  |  |  |  |  |  |  |  |  |  |  |  |  |  |  |  |
|  |  |  |  |             |             |             |             |                      |                      |                      |                      |                      |                      |               |               |                    |                    |                    |                    |                    |                    |               |               |               |               |  |  |  |  |  |  |  |  |  |  |  |  |  |  |  |  |  |  |
|  |  |  |  |             |             |             |             | 陳享 洪聖舘 （一）   | 陳享 洪聖舘 （一）   | 陳享 洪聖舘 （一）   | 陳享 洪聖舘 （一）   | 陳享 洪聖舘 （一）   | 陳享 洪聖舘 （一）   |               |               | 張炎 鴻勝舘 （二） | 張炎 鴻勝舘 （二） | 張炎 鴻勝舘 （二） | 張炎 鴻勝舘 （二） | 張炎 鴻勝舘 （二） | 張炎 鴻勝舘 （二） |               |               |               |               |  |  |  |  |  |  |  |  |  |  |  |  |  |  |  |  |  |  |
|  |  |  |  |             |             |             |             | 陳享 洪聖舘 （一）   | 陳享 洪聖舘 （一）   | 陳享 洪聖舘 （一）   | 陳享 洪聖舘 （一）   | 陳享 洪聖舘 （一）   | 陳享 洪聖舘 （一）   |               |               | 張炎 鴻勝舘 （二） | 張炎 鴻勝舘 （二） | 張炎 鴻勝舘 （二） | 張炎 鴻勝舘 （二） | 張炎 鴻勝舘 （二） | 張炎 鴻勝舘 （二） |               |               |               |               |  |  |  |  |  |  |  |  |  |  |  |  |  |  |  |  |  |  |
|  |  |  |  |             |             |             |             |                      |                      |                      |                      |                      |                      |               |               |                    |                    |                    |                    |                    |                    |               |               |               |               |  |  |  |  |  |  |  |  |  |  |  |  |  |  |  |  |  |  |
|  |  |  |  |             |             |             |             | 陳官伯 雄勝舘 （三） | 陳官伯 雄勝舘 （三） | 陳官伯 雄勝舘 （三） | 陳官伯 雄勝舘 （三） | 陳官伯 雄勝舘 （三） | 陳官伯 雄勝舘 （三） |               |               | 雷粲               | 雷粲               | 雷粲               | 雷粲               | 雷粲               | 雷粲               |               |               |               |               |  |  |  |  |  |  |  |  |  |  |  |  |  |  |  |  |  |  |
|  |  |  |  |             |             |             |             | 陳官伯 雄勝舘 （三） | 陳官伯 雄勝舘 （三） | 陳官伯 雄勝舘 （三） | 陳官伯 雄勝舘 （三） | 陳官伯 雄勝舘 （三） | 陳官伯 雄勝舘 （三） |               |               | 雷粲               | 雷粲               | 雷粲               | 雷粲               | 雷粲               | 雷粲               |               |               |               |               |  |  |  |  |  |  |  |  |  |  |  |  |  |  |  |  |  |  |
|  |  |  |  |             |             |             |             |                      |                      |                      |                      |                      |                      |               |               | 譚三 北勝舘 （四） |                    |                    |                    |                    |                    |               |               |               |               |  |  |  |  |  |  |  |  |  |  |  |  |  |  |  |  |  |  |

## 諸説・その他
- 韓国において韓国人の民族性に適合するためか特に人気があり、蔡李佛は広く伝えられているという。
- 歴史的に詠春拳の門人と大変仲が悪く昔より様々な対立・抗争が絶えず、その問題の根拠は昔より様々な説が取りざたされ語り継がれているがその真意は定説にいたっていない。

## 技術体系
基本は掛、哨、挿と呼ばれる代表的な3種類の手業である。
洪聖舘蔡李佛の套路（44）
| 五輪馬     | 鐵箭長拳         | 義壯八卦拳 | 陰陽十八   | 象形拳 |
| 五輪拳     | 四門橋           | 熊人八卦拳 | 穿龍十八式 | 馬形拳 |
| 小梅花拳   | 走生馬           | 鬥虎八卦拳 | 醉八仙拳   | 猿形拳 |
| 小十字拳   | 左右單腿拳       | 五形八卦拳 | 龍形拳     | 鹿形拳 |
| 十字扣打拳 | 外粘逼打碎手陰陽 | 八卦心拳   | 虎形拳     | 蛇鶴拳 |
| 十字截虎拳 | 小八卦拳         | 佛掌拳     | 蛇形拳     | 龍虎拳 |
| 平拳       | 大八卦拳         | 羅漢伏虎拳 | 鶴形拳     | 五形拳 |
| 平肘拳     | 梅花八卦拳       | 白毛拳     | 豹形拳     | 五形拳 |
| 工字伏虎拳 | 達庭八卦拳       | 天光拳     | 獅形拳     | 十形拳 |

鴻勝舘蔡李佛の套路（8）
| 太字拳 | 十字拳     |
| 平字拳 | 長拳       |
| 天字拳 | 佛掌       |
| 國字拳 | 連環靠打拳 |

北勝舘蔡李佛の套路（3）
| 十字拳 |
| 扣打拳 |
| 平拳   |